# Banco Comercial Português
Banco Comercial Português (BCP) – portugalski bank założony w 1985 roku, największy prywatny bank w kraju pod względem udziału w rynku. Bank zajmuje się m.in. działalnością detaliczną, korporacyjną oraz inwestycyjną. Na rynku portugalskim od stycznia 2004 roku działa pod marką Millennium BCP. Główny podmiot grupy kapitałowej działającej także w Polsce, Mozambiku i Szwajcarii, jest spółką akcyjną notowaną na Giełdzie Papierów Wartościowych w Lizbonie (od 2002 roku Euronext Lizbona).

## Historia
Bank został założony na fali deregulacji portugalskiego rynku bankowego. Już w 1994 roku bank osiągnął 8,3% udział w krajowym rynku pod względem aktywów, 8,7% pod względem pożyczek oraz 8,6% depozytów. W marcu 1995 roku BCP przejęło Banco Português do Atlântico, ówcześnie największy bank handlowy w Portugalii, a do wchłonięcia doszło w czerwcu 2000 roku. Wcześniej, w styczniu 2000 roku doszło do połączenia z wchodzącymi do grupy José de Mello ubezpieczycielem Companhia de Seguros Império oraz z Banco Mello. W tym samym roku bank przejął i wchłonął Banco Pinto & SottoMayor.

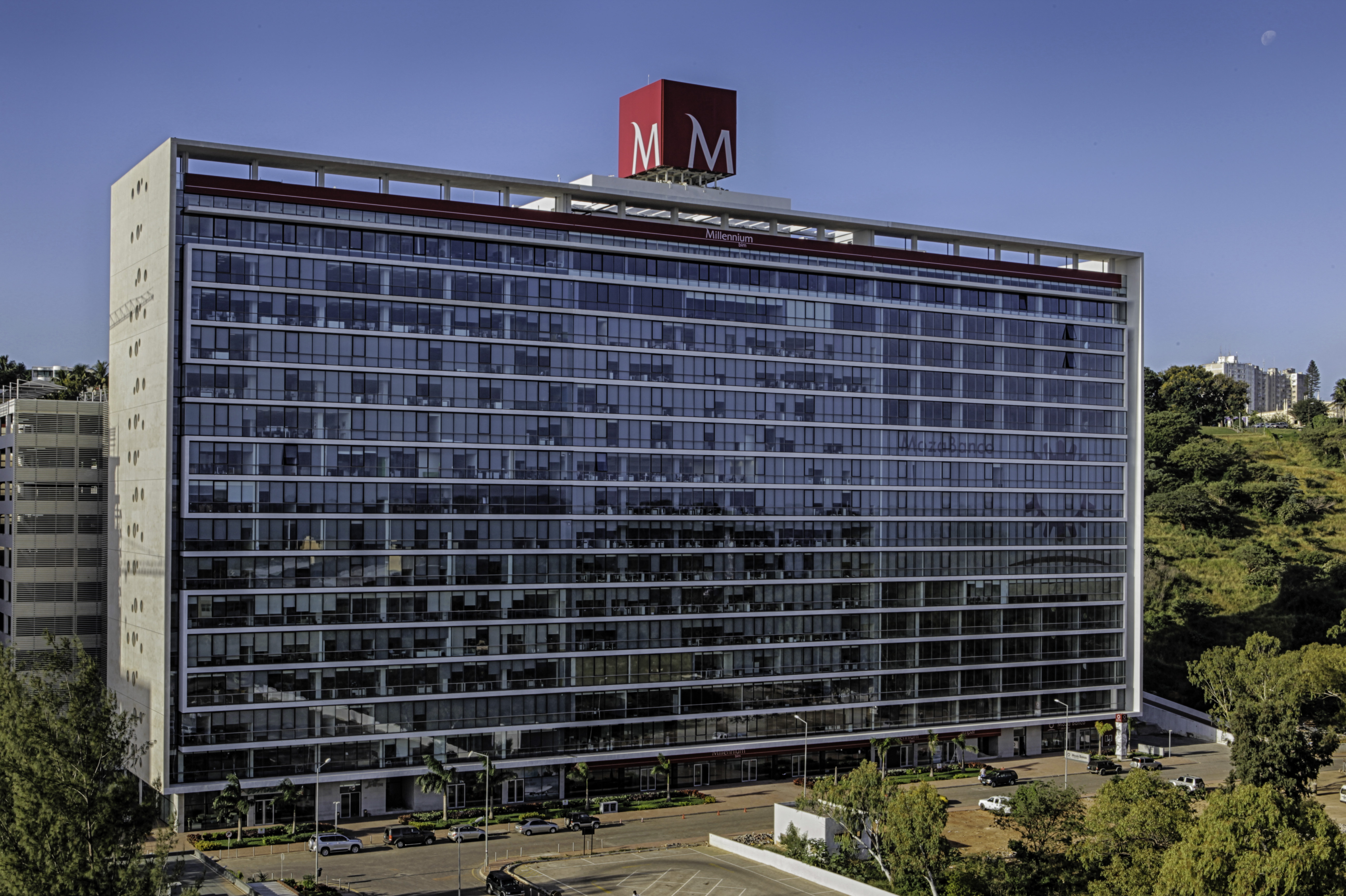
Millennium bim w Mozambiku

W 1998 roku BCP rozpoczął współpracę z powstałym rok wcześniej w wyniku fuzji polskim BIG Bankiem Gdańskim i na polskim rynku pojawiła się marka bankowości detalicznej Millennium. W ostatnim kwartale 2002 roku portugalski bank zwiększył swój udział do 50% i na początku 2003 roku BIG Bank Gdański zmienił nazwę na Bank Millennium. W grudniu 2006 roku BCP za 961,4 mln PLN kupiło w wezwaniu kolejne 15,51% udziałów i głosów, uzyskując większość 65,51%.
Z kolei w 1999 roku BCP razem z greckim ubezpieczycielem Interamerican Hellenic Life Insurance Company ogłosiło plan utworzenie na tamtejszym rynku banku detalicznego pod szyldem NovaBank, nowa instytucja rozpoczęła działanie w 2000 roku. W kwietniu 2005 roku BCP przejęło pozostałe 50% udziałów i w 2006 roku grecki bank zmienił nazwę na Millennium bank.
W październiku 2007 roku, po nieudanej próbie zakupu pakietu kontrolnego w prywatyzowanym Banca Comercială Română, BCP rozpoczęło w Rumunii działalność bankową od zera pod nazwą Bank Millennium România.
W 2011 roku w wyniku kryzysu finansowego bank przestał wypłacać dywidendy; w 2012 roku Banco Comercial Português wraz z innymi portugalskimi bankami był zmuszony uzyskać pomoc ratunkową od Unii Europejskiej i Międzynarodowego Funduszu Walutowego i w grudniu tego roku przedstawiło władzom plan naprawczy. W kwietniu następnego roku zakończono negocjacje o sprzedaży banku-córki w Grecji, którą sfinalizowano 19 czerwca i w listopadzie opuszczono ten rynek. Jednocześnie w lipcu 2013 roku ogłoszono porozumienie restrukturyzacyjne. W wyniku restrukturyzacji BCP pozbyło się dalszych udziałów w szeregu spółek, m.in. na początku stycznia 2015 roku sprzedano całość banku rumuńskiego spółce-córce węgierskiego OTP Banku – OTP Bank Romania.
W marcu 2015 roku BCP wystawił na sprzedaż 15,41% udziałów w Banku Millennium, zachowując pakiet kontrolny; w komunikacie z 27 marca poinformowano o ustaleniu ceny za akcję w wysokości 6,65 PLN, co dało łączną kwotę transakcji ok. 1,24 mld PLN. 8 października 2015 roku ogłoszono połączenie Banco Millennium Angola z konkurencyjnym Banco Privado Atlântico, do czego doszło 22 kwietnia 2016 roku.
W 2016 roku po negocjacjach nowym, największym udziałowcem w BCP został chiński konglomerat Fosun International obejmujący 16,67% udziałów. W kolejnym roku Fosun stopniowo powiększał udziały z zamiarem pozyskania 30%: we wrześniu osiągnął 25,16% udział. Drugim dużym akcjonariuszem pozostał, także zwiększający zaangażowanie, angolijski państwowy koncern naftowy Sonangol; jednocześnie po wejściu chińskiego inwestora z listy głównych akcjonariuszy wypadł hiszpański Banco Sabadell.

## Grupa kapitałowa BCP
Banco Comercial Português stoi na czele międzynarodowej grupy kapitałowej, w maju 2018 roku obejmującej:
- Bank Millennium – bank uniwersalny w Polsce
- Millennium bim – bank w Mozambiku
- Banco Millennium Atlantico (po połączeniu Banco Millennium Angola z Banco Privado Atlântico jedynie znaczący udział)
- Millennium Banque Privée BCP – bank w Szwajcarii